# حكومة عمر كرامي الأولى
الحكومة اللبنانية التاسعة والخمسون بعد الاستقلال والثانية بعهد الرئيس إلياس الهراوي، والحكومة الأولى التي يترأسها عمر كرامي. تشكلت الحكومة بموجب المرسوم رقم 861 بتاريخ 24 كانون الأول / ديسمبر 1990، ونالت الحكومة الثقة بموجب 38 صوتاً ضد 3 أصوات. واستمرت بأداء أعمالها حتى استقالتها بتاريخ 16 أيار / مايو 1992 تحت ضغط احتجاجات شعبية احتجاجا على تردي الوضع الاقتصادي.

## أعضاء الحكومة
- عمر كرامي: رئيساً لمجلس الوزراء.
- ميشال المر: نائباً لرئيس مجلس الوزراء ووزيراً للدفاع الوطني.
- محمد عبد الحميد بيضون: وزيراً للإسكان والتعاونيات.
- نديم سالم: وزيراً للأشغال العامة والنقل.
- ألبير منصور: وزيراً للإعلام.
- مروان حمادة: وزيراً للاقتصاد والتجارة.
- جورج سعادة: وزيراً للبريد والمواصلات السلكية واللاسلكية.
- بطرس حرب: وزيراً للتربية الوطنية والفنون الجميلة.
- فارس بويز: وزيراً للخارجية والمغتربين.
- محسن دلول: وزيراً للزراعة.
- طلال أرسلان: وزيراً للسياحة.
- جميل كبي: وزيراً للشئون الاجتماعية ووزيراً للصحة.
- محمد جارودي: وزيراً للصناعة والنفط.
- خاتشيك بابكيان: وزيراً للعدل.
- ميشال ساسين: وزيراً للعمل.
- علي الخليل: وزيراً للمالية.
- محمد يوسف بيضون: وزيراً للموارد المائية والكهربائية.
- أسعد حردان: وزير دولة.
- إيلي حبيقة: وزير دولة.
- سليمان طوني فرنجية: وزير دولة.
- سمير جعجع: وزير دولة.
- عبد الله الأمين: وزير دولة.
- نبيه بري: وزير دولة.
- نزيه البزري: وزير دولة.
- نقولا الخوري: وزير دولة.
- وليد جنبلاط: وزير دولة.
- أغوب جوخادريان: وزير دولة لشئون البيئة.
- شوقي فاخوري: وزير دولة لشؤون النقل البري والبحري والجوي.
- زاهر الخطيب: وزير دولة للإصلاح الإداري.

### تعديلات حكومية
في 20 آذار / مارس 1991 أجري تعديل حكومي خرج بموجبه سمير جعجع من الحكومة التي كان قد استقال منها منذ تشكيلها في 24 كانون الأول / ديسمبر 1990 إلا إنه ظل وزيراً فيها لعدم قبول استقالته حتى هذا التاريخ، وعين مكانه روجيه ديب.

## وصلات خارجية
- موقع رئاسة مجلس الوزراء الرسمي